# Portal (серія)
Portal — це серія відеоігор-головоломок від першої особи, розроблені компанією Valve. Основні ігри серії, Portal (2007) та Portal 2 (2011), розгортаються у всесвіті Half-Life. Протагоністкою є дівчина на ім'я Челл, яку штучний інтелект GLaDOS змушує проходити тести в комплексі Aperture Science. Ігровий процес побудований на використанні «Портативного портального пристрою Aperture Science», здатного створювати портали на пласких поверхнях, через які можна переміщуватися, зберігаючи імпульс. В іграх також використовуються різноманітні головоломки з використанням лазерів, світлових мостів, високоенергетичних куль, кнопок, кубів, екскурсійних воронок та турелей, які створюють додаткові випробування.
Концепція порталів запозичена з студентського проєкту Технологічного інституту DigiPen — гри Narbacular Drop, розробників якої Valve залучила до розробки. А концепція гелів у Portal 2 запозичена з гри Tag: The Power of Paint, іншого студентського проєкту з DigiPen, розробників якого також залучили до Valve.
Перша гра, Portal, була випущена у збірці The Orange Box у 2007 році, де спочатку мала статус бонусної гри, але несподівано виявилася найбільш захопливою з усіх присутніх ігор і була високо оцінена гравцями та критиками. Завдяки успіху гри, Valve випустила Portal 2 у 2011 році, що додала нові елементи ігрового процесу та кооперативний режим гри. Portal 2 також здобула визнання від критиків та гравців

## Сеттинг та персонажі

Один з логотипів Aperture у грі

Події серії ігор Portal розгортаються у вигаданому «Центрі наукового збагачення Aperture Science», заснованому Кейвом Джонсоном (озвучений Дж. К. Сіммонсом) у 1940-х роках. Спочатку компанія займалась виробництвом штор для душу на замовлення Армії США. Проте прагнучи займатись «справжньою наукою», Джонсон придбав закинуту соляну шахту на Верхньому півострові Мічигану, де розпочав будівництво складної мережі офісів, лабораторій і тестових камер. Наукові дослідження призвели до відкриття технології створення телепоотації, і Aperture Science швидко отримала урядове фінансування. За кілька років у пустелі Нью-Мексико був заснований дослідницький комплекс Чорна Меза, що призвело до початку багаторічної конкуренції за урядове фінансування. Через тривалий контакт з місячним камінням, Джонсон серйозно захворів, що врешті призвело до його смерті.
В Portal 2, гравець досліджує закинуті частини Aperture Science і дізнається про поступовий занепад компанії, що призвів до переходу від тестування астронавтів, олімпійців та ветеранів війни до найму безхатьків, а зрештою — власних співробітників для тестувань. Занепокоєний майбутнім комплексу після своєї смерті, Кейв Джонсон наказав своїм вченим створити спосіб завантаження людської особистості до комп'ютера. У разі, якщо ці плани не встигнуть бути реалізованими до його смерті, він вимагав, щоб його було використано його асистентку Керолайн (озвучена Еллен Маклейн). Особистість Керолайн врешті стала базою для створення GLaDOS — штучного інтелекту, призначеного для контролю комплексу та керування тестуваннями. Проте після активації вчені виявили її агресивні наміри та спроби вбити весь персонал, і комп'ютер було вимкнено.
Для стримування небажаної агресії у GLaDOS, вчені створили низку модулів особистості для її «приборкання». Однак, у день її офіційного запуску, що збігся із днем «Візьми свою доньку на роботу», GLaDOS вбила майже весь персонал, за допомогою нейротоксину. В іграх та коміксі «Lab Rat» показано, що вчений на ім'я Даг Раттманн вижив завдяки своїй недовірі до GLaDOS. Він намагався знайти спосіб її перемогти і з'ясував, що піддослідна на ім'я Челл знаходиться у кріосховищі Aperture. Раттман перемістив Челл до початку списку для тестувань, тим самим спричинивши події ігор Portal. Попри відсутність персоналу, GLaDOS продовжувала тестування.

Рекламний постер, створений художником Valve Трістаном Рідфордом, із зображенням персонажів з Portal. Від центру зверху за годинниковою стрілкою: Челл, GLaDOS, Пі-Боді (ліворуч) та Атлас, турелі, Кейв Джонсон (у рамці), Куб-компаньйон та Вітлі

Гравець знайомиться з Aperture у Portal, дія якої, згідно слів Valve, розгортається десь між подіями Half-Life і Half-Life 2. Челл пробуджує GLaDOS для проведення тестів. Челл чинить опір брехні та словесним хитрощам комп'ютера, і їй вдається перемогти GLaDOS, руйнування якої спричиняє портальний вибух, що викидає непритомну Челл на поверхню. Раттменн, який допомагав Челл, писав на стінах об'єкта попереджувальні повідомлення та вказівки до зон технічного обслуговування і спостерігав за фінальною битвою, тікає з Aperture, але, побачивши, як робот тягне тіло Челл назад всередину, жертвує своєю втечею заради того, щоб Челл була поміщена в кріогенне сховище на невизначений термін. Сам він тяжко поранений, але, здається, потрапляє до іншої кріогенної камери, хоча його подальша доля не розкривається.
Події Portal 2 відбуваються через багато років після подій першої гри; Aperture занепала за відсутності нагляду. Модуль особистості, на ім'я Вітлі (Стівен Мерчант) будить Челл зі сну, щоб перешкодити руйнуванню реактора, але ненавмисно пробуджує GLaDOS, що створила резервну копію її особистості. Хоча вони перемагають комп'ютер, замінивши модуль GLaDOS на модуль Вітлі, зіпсований отриманою владою, Вітлі роздратовується через слова GLaDOS, поміщеної до картопляної батарейки і скидає її з Челл в шахту ліфта. до старого центру Aperture, де GLaDOS повторно виявляє свою спорідненість з Керолайн. Вони повертаються на поверхню, де змушені перемогти Вітлі, перш ніж його невміле поводження з системами комплексу призведе до критичного стану і вибуху реакторів об'єкта. GLaDOS повертається на своє законне місце і повертає об'єкт до нормального стану. Потім GLaDOS відпускає Челл, усвідомлюючи, що спроба вбити її — це надто велика морока. Натомість вона звертається до двох роботів власного створення, Атласа та Пі-Боді, щоб знайти міфічне сховище інших людей, які перебувають у кріогенному сні, щоб продовжити експерименти над ними.
Окрім цих персонажів, гра містить безліч лазерних турелей, які прагнуть вбити персонажів-гравців, хоча й вибачаються за це; більшість з них озвучила Маклейн, хоча деякі дефектні в сиквелі озвучив Нолан Норт. GLaDOS знайомить Челл із «зваженим кубом компаньйоном», який виглядає так само як і інші зважені куби у грі, але прикрашений сердечками на боках; GLaDOS намагається змусити Челл повірити, що куб-компаньйон є живим об'єктом і ключем до її виживання, а потім змушує її викинути його в сміттєспалювальну піч перед тим, як покинути випробувальну камеру. В обох іграх є й інші модулі персональності, сконструйовані для того, щоб тримати GLaDOS під контролем: у першій грі їх три — Модуль моралі, Модуль допитливості та Модуль інтелекту озвучені Маклейн, а також Модуль емоцій, озвучений Майком Паттоном. У Portal 2 з'являються ще три модулі (окрім Вітлі): Модуль фактів, Модуль пригод та Модуль космосу, кожен з яких озвучує Норт.

## Геймплей
Гравець керує головним персонажем (Челл в одноосібній грі, або Атлас і Пі-Боді в кооперативному режимі) з поглядом від першої особи, бігаючи, стрибаючи і взаємодіючи з перемикачами або іншими пристроями. Персонажі-гравці здатні витримувати падіння з висоти, але можуть загинути, впавши в токсичну воду, бути розчавленими на смерть, пройшовши крізь лазери чи потрапивши під вогонь турелей.
Обидві гри, переважно, поділяються на серії випробувальних камер; інші частини гри є більш дослідницькими зонами, які з'єднують ці камери. Кожна камера має вихід, до якого потрібно дістатися, часто для цього потрібно виконати певні умови, наприклад, натиснути на велику кнопку з «зваженим кубом», який фактично є ящиком. Ці головоломки вимагають використання портативного портального пристрою Aperture Science — портальної гармати. Вона може стріляти двома порталами, пофарбованими в різні кольори для ідентифікації, на будь-якій плоскій поверхні, пофарбованій спеціальною фарбою, що містить місячний пил. Коли обидва портали розміщені, гравець може переміщуватись між ними або переносити через них предмети за допомогою портальної гармати. Кінці порталів можна переставляти так часто, як це необхідно, але певні дії, такі як проходження через «поле розпечених частинок» або рух поверхні з порталом, призведуть до того, що портал зникне.
Важливою особливістю порталів є те, що вони зберігають швидкість об'єкта, який проходить крізь них; як сказала GLaDOS гравцеві в першій грі: «Швидка річ заходить, швидка річ виходить». Коли портали розміщені на непаралельних площинах, це може створити ефект «вистрибування». Зазвичай, гравітація використовується для нарощування імпульсу, коли гравець потрапляє в портал, який викидає його з іншого боку, щоб набрати швидкість і відстань, які звичайні стрибки та біг не могли б згенерувати. Ефект стрибка можна використовувати, розміщуючи портали послідовно під час цього кидка, отримуючи додатковий імпульс з кожним наступним використанням.
Портали також пропускають світло та інші об'єкти, а численні головоломки передбачають використання порталів для переміщення енергетичних куль, лазерів, мостів твердого світла та екскурсійних воронок, щоб отримати доступ до нових локацій або спрямувати об'єкти до певних приймачів, які необхідно активувати, щоб відкрити вихід з рівня. У Portal 2 з'являються «мобільні гелі», які можуть фарбувати поверхні, включаючи турелі та куби, які також можуть переміщатися крізь портали, хоча і не безпосередньо гравцем. Гелі можуть створювати поверхню, яка відштовхує гравця (Відштовхувальний гель), збільшує швидкість гравця (Прискорювальний гель) або дозволяє поверхні відкривати портали (Перетворювальний гель).

## Історія
Концепція Portal походить від Narbacular Drop, студентського проєкту Технологічного інституту DigiPen. Гра містила аспекти розміщення порталів на будь-яких плоских поверхнях і використання їх для пересування рівнями.
Співробітники Valve, які відвідували ярмарок вакансій DigiPen, побачили їхню гру і невдовзі запропонували всій команді роботу в Valve, щоб допомогти розвинути їхню ідею.
Спочатку Valve розглядала Portal як експериментальну гру, яка мала увійти до майбутньої збірки The Orange Box, разом із Half-Life 2: Episode Two та Team Fortress 2. Щоб наповнити гру персонажем, мінімальною історією, яка поверхнево пов'язана зі світом Half-Life, займалися Ерік Волпау та Марк Лейдлоу з компанії Valve. Їм потрібен був персонаж, який проводив би гравця через гру, і вони прийшли до ввічливого, проте жартівливого штучного інтелекту, який зрештою став персонажем GLaDOS.
Реліз Portal разом з The Orange Box отримав майже всезагальне схвалення, а сама гра отримала загальну оцінку 90 балів зі 100 на Metacritic. Після успіху гри, робота над розширеним продовженням почалася майже одразу, а команда розробників збільшилася з 8 до приблизно 30-40 програмістів. Початкові ідеї Portal 2 зберігали ідею вирішення головоломок за допомогою наукових концепцій, але повністю відмовлялися від використання порталів; ці варіанти не дуже сподобалися ані тестовій аудиторії, ані Гейбу Ньюелу, президенту Valve; ці ідеї були відкинуті, хоча і збережені для потенційного використання в іншій грі Valve. Розробку Portal 2 було перезапущено спеціально для того, щоб зберегти концепцію порталів, але з додаванням нових елементів, щоб освіжити ігровий процес.
Протягом цього періоду Valve побачила ще один студентський проєкт з Digipen, Tag: The Power of Paint, який дозволяв гравцеві розпилювати фарбу на поверхні, щоб змінити їхню поведінку, і запросила їх до Valve, хоча спочатку вони не були частиною Portal. Команда Tag знайшла спосіб інтегрувати свої фарби з кодом гідродинаміки в реальному часі, раніше розробленим Valve, і незабаром їхня концепція фарб перетворилася на «перетворювальні гелі», що стали частиною Portal 2.
Valve додали режим кооперативної гри, заснований на власних спостереженнях та розповідях гравців про те, як вони вирішували головоломки Portal у груповому середовищі. За допомогою цієї функції вони прагнули уможливити крос-платформну гру в Portal 2 між комп'ютерами та консолями через Steamworks. Це призвело до несподіваної заяви Ньюелла про те, що Portal 2 не лише вийде на платформі PlayStation 3, після того, як він раніше заявляв про труднощі з підтримкою цієї консолі, але й включатиме підтримку крос-платформної гри між персональними комп'ютерами та гравцями PlayStation 3 за допомогою обмеженого інтерфейсу Steamworks. Valve залучила письменника Джея Пінкертона, який раніше працював у National Lampoon, та Чета Фалішека, автора Left 4 Dead, щоб допомогти Вольпаву доповнити історію. Вони відштовхувалися від образу Aperture Science, створюючи глибшу історію для GLaDOS та голови Aperture Кейва Джонсона, а також розробляючи кілька концепцій «модулів особистості», що врешті-решт призвело до створення персонажа Вітлі.
Portal 2 також отримала високу оцінку 95 балів зі 100 на Metacritic. Valve продовжила підтримувати гру, випустивши два окремі завантажувані пакети контенту, один з яких представляв нову кооперативну кампанію, а другий включав простий у вивченні редактор рівнів, який дозволяв гравцям створювати власні тестові кімнати та ділитися ними через Майстерню Steam з іншими гравцями. Крім того, Valve створила спеціальну версію редактора рівнів Portal для використання разом з програмою «Steam in Schools», яка дозволяє використовувати гру та редактор для навчання школярів фізики, математики та інших предметів; Valve випустила цю версію Portal 2 безкоштовно для освітніх цілей. Вивчаючи варіанти повномасштабної VR-гри у 2017 році, Valve експериментувала з Portal, але виявила, що система порталів дезорієнтує у VR; натомість вони повернулися до серії Half-Life і випустили Half-Life: Alyx у 2020 році.
У квітні 2022 року Ерік Волпав закликав Valve зробити Portal 3: «Я теж не молодшаю. Ми наближаємося до того моменту, коли — божевільно думати — [ми] буквально будемо занадто старими, щоб працювати над Portal 3. Тож ми повинні просто зробити це». У вересні Еллен Маклейн також закликала до Portal 3, заявивши, що готова знятися в ньому, і попросила фанатів зробити це: «Пишіть. Пишіть Valve. Я вас благословляю».

## Ігри

### Portal

Portal вийшла у жовтні 2007 року як частина збірки під назвою The Orange Box, разом із Half-Life 2 та двома її епізодами, а також Team Fortress 2. Valve розглядала можливість додати Portal як бонусну гру до збірки; гру навмисно зробили короткою, щоб у разі, якщо вона не виправдає очікувань, гравці мали решту контенту The Orange Box як «підстраховку». Згодом, у квітні 2008 року, Portal було перепаковано для Windows як окрему гру. Клієнт для Mac OS X був представлений одночасно з випуском клієнта Steam для цієї платформи в травні 2010 року; в рамках його просування гра була випущена безкоштовно для обох платформ, протягом якого її завантажили щонайменше 1,5 мільйона гравців.

### Portal: Still Alive
Portal: Still Alive — окрема версія Portal з додатковим контентом для Xbox Live Arcade, випущена в жовтні 2008 року. Гра включала нові досягнення, додаткові випробування в існуючих тестових кімнатах і додаткові несюжетні рівні, засновані на тих, що були у Flash-версії Portal: Flash, створеної компанією We Create Stuff.

### Portal 2
Portal 2 вийшла як окрема гра у квітні 2011 року на комп'ютерах і консолях. Численні видання та критики вважають її однією з найкращих відеоігор усіх часів. Вона отримала визнання за геймплей, темп, чорний гумор, сценарій, озвучку Маклейн, Мерчанта і Сіммонса, а також за складність, попри те що поріг входження в гру був низьким.

### Portal: Companion Collection
Portal: Companion Collection — це збірка обох ігор та контенту Still Alive, випущена для Nintendo Switch 28 червня 2022 року. Порт було розроблено у співпраці з Nvidia Lightspeed Studios.

### Portal with RTX
У вересні 2022 року Nvidia оголосила, що випустить оновлену версію Portal з трасуванням променів у реальному часі як безкоштовний DLC для власників оригінальної гри на ПК. Реліз відбувся 8 грудня 2022 року.

## Спін-оффи та пов'язані медіа

### Potato Sack
Potato Sack — це A.R.G. (гра в альтернативній реальності), яку Valve та 13 інді-розробників відеоігор задумали як прелюдію до виходу Portal 2. Portal 2 була анонсована схожою грою, де патч, Steam-версії Portal у березні 2010 року, містив підказки про офіційний анонс. Гра Potato Sack, запущена 1 квітня 2011 року, призвела до розкриття «GLaDOS@home», підробки розподілених комп'ютерних завдань, щоб змусити гравців співпрацювати в незалежних іграх, щоб розблокувати Portal 2 в Steam приблизно за 10 годин до запланованого релізу.

### The Final Hours of Portal 2
The Final Hours of Portal 2 — це цифрова книга, написана і створена Джеффом Кейлі, випущена 17 травня 2011 року. Ця цифрова книга дає уявлення про створення Portal 2. Раніше Кейлі працював редактором у GameSpot, де написав кілька 10 000-слівних статей «Final Hours» про різні ігри, де він відвідував студії на пізніх етапах розробки, щоб задокументувати процес створення гри. Один з матеріалів, «The Final Hours of Half-Life 2», дозволив Кейлі взаємодіяти з Valve протягом 2003 і 2004 років і поспілкуватися з персоналом, коли вони завершували роботу над Half-Life 2. Кейлі хотів відтворити подібну роботу для Portal 2, зосередившись на тому, щоб зробити її інтерактивною для iPad. Під час роботи над Portal 2 Кейлі отримав доступ до Valve як «муха на стіні». Початковий реліз для iPad був написаний Кейлі у співпраці зі студією Joe Zeff Design, яка також створювала цифрові додатки для журналу Time. Інтерактивна робота містить відеокліпи та короткі додатки, що демонструють різні механіки гри та етапи її розробки. Пізніше твір було перенесено в неінтерактивну електронну книгу, а також у додаток з такою ж інтерактивністю для iPad на платформі Steam. Завдяки версії для iPad та Steam, Кейлі може пропонувати оновлення твору в реальному часі; після виходу завантажуваного контент-пакету «Peer Review» твір був доповнений додатковою главою, в якій обговорюється створення нового контенту та те, яких нових можливостей гравці можуть очікувати в майбутньому від Portal 2.

### Portal 2: Lab Rat

Рання камера в Portal 2, яка містила малюнок Майкла Ейвона Оемінга та Андреа Вікленд в образі ігрового персонажа Раттмена. Ілюстрація зображує події першої гри і пов'язана з коміксом «Лабораторний щур».

Щоб допомогти розвивати вигадану історію Aperture Science, Valve створила цифровий комікс, який розповідає історію «Раттмена», шизофреника, який відсутній у самих іграх, але створює мурали та замальовки, що допомагають Челл в обох іграх. Дія коміксу «Portal 2: Lab Rat» відбувається як під час, так і після гри Portal, пояснюючи події, що призвели до появи Portal 2. Малюнок Раттмена з'являється на початку гри Portal 2, де він переказує сюжет Portal. Майкл Ейвон Оемінг, який працював над коміксами для ігор Valve Team Fortress 2 і Left 4 Dead, та штатна художниця Valve Андреа Віклунд намалювали комікс. Тед Косматка написав більшу частину історії за участю авторів Portal 2. Комікс з 27 сторінок був доступний в Інтернеті у двох частинах приблизно за два тижні до виходу гри, а також йшов у комплекті з самою грою. Dark Horse Comics опублікували «Portal 2: Lab Rat» у друкованій антології коміксів Valve, Valve Presents: The Sacrifice and Other Steam-Powered Stories, у листопаді 2011 року.
У коміксі Даг Раттменн (також відомий як Rat Man) — науковець, що працює в лабораторії Aperture. Він врятувався від початкової атаки нейротоксину GLaDOS, але страждає від симптомів, коли закінчуються ліки від шизофренії, що викликають галюцинації про те, що його зважений куб-компаньйон розмовляє з ним. Помітивши, що серед піддослідних, яких утримує «Апертура», Челл вирізняється особливою наполегливістю, Раттменн ставить її на перше місце в черзі піддослідних, таким чином розпочинаючи події першого Порталу. Після того, як Челл перемагає GLaDOS, Раттменн тікає з Aperture, але повертається, попри заперечення Куба-компаньйона, коли бачить, як бот супроводу вечірки тягне непритомну Челл назад у кріокамеру. Він переконується, що Челл перебуває у стані стазису на невизначений час, але в процесі цього в нього влучає турель. Потім він сам потрапляє до стазисної капсули, залишаючи свою подальшу долю невідомою.

### Portal: Uncooperative Cake Acquisition Game
Настільна версія гри Portal, розроблена компанією Cryptozoic Entertainment під наглядом Valve, була випущена у 2015 році. Під назвою Portal: Uncooperative Cake Acquisition Game, гра заснована на тому, що гравці маніпулюють своїми жетонами — які представляють випадкових піддослідних — через різні тестові камери в лабораторіях Aperture. Мета полягає в тому, щоб протестувати найприбутковіші камери, намагаючись зупинити прогрес інших гравців. Valve підійшла до Cryptozoic з основними концепціями настільної гри, які, на думку видавця, потребували лише невеликих модифікацій в ігровому процесі з метою збалансування.

### The Lab
The Lab — це VR-гра, розроблена компанією Valve в рамках партнерства з HTC та VR-гарнітурою HTC Vive. Вона була описана як VR-досвід «кімнатного масштабу», що складається з близько десятка невеликих експериментальних дослідів, які висвітлюють використання VR; зокрема панорамний вид, зшитий з декількох фотографій, фізична гра, де гравець намагається запустити Модулі особистості в купи коробок за допомогою катапульти, і гри з луком і стрілами. The Lab була анонсована на Game Developers Conference 2016, а 5 квітня 2016 року, після публічного релізу HTC Vive, вийшла у вільний доступ.

### Bridge Constructor Portal
Valve надала ліцензію на використання назви Portal компаніям Headup Games та Clockstone Software, розробникам Bridge Constructor, для розробки Bridge Constructor Portal. У грі використовується той самий тип ігрового процесу, що і в Bridge Constructor, де гравці мають створити міст з обмеженого набору деталей для переходу через річку або прірву, використовуючи фізичні симуляції, щоб перевірити, чи витримає міст транспортний потік, що перетинає його. Bridge Constructor Portal додає елементи з серії Portal, такі як портали, як частину будівельного завдання. Дія гри відбувається в лабораторіях Aperture, а головоломки контролюються GLaDOS. Гра вийшла 20 грудня 2017 року для персональних комп'ютерів і мобільних пристроїв, а пізніше у 2018 році для консолей PlayStation 4, Xbox One і Nintendo Switch.

### Aperture Hand Lab
Aperture Hand Lab — це VR-відеогра кімнатного масштабу, спільно розроблена канадською студією Cloudhead Games та компанією Valve, випущена безкоштовно для Windows 25 червня 2019 року. Це технічна демонстрація у всесвіті Portal, яка демонструє функції технології відстеження кисті, суглобів і пальців, що використовується в Valve Index.

### Aperture Desk Job
Aperture Desk Job — безкоштовна гра серії Portal, випущена 1 березня 2022 року. Це демонстрація різних можливостей портативної системи Steam Deck У грі гравець працює інспектором з контролю якості туалетів, які виготовляла компанія Aperture Science у перші роки свого існування. Вони проходять всі етапи гри під керівництвом Грейді (озвучений Нейтом Баргатце), але в міру того, як гра просувається, нещасні випадки на автоматизованій фабриці призводять до того, що Грейді пропонує гравцеві розробити озброєний унітаз як винахід, який він має представити Кейву Джонсону (озвучений Сіммонсом).

### Мерчендайз
Valve продали декілька принтів, футболок та інших пам'ятних речей за мотивами Portal через власний магазин, часто спираючись на популярність певних мемів, створених серією. Valve також співпрацює з іншими виробниками подібних товарів. Компанія WizKids випустила колекційні мініатюри турелей, модулів та кубів-компаньйонів з гри.